# 加尔布拉克农场
加尔布拉克农场，是中华人民共和国新疆维吾尔自治区塔城地区额敏县下辖的一个类似乡级单位。

## 行政区划
加尔布拉克农场下辖以下地区：
下大渠村、杨柳村、苏木村、果园村、酒花村和牧业队。